# Румцайс

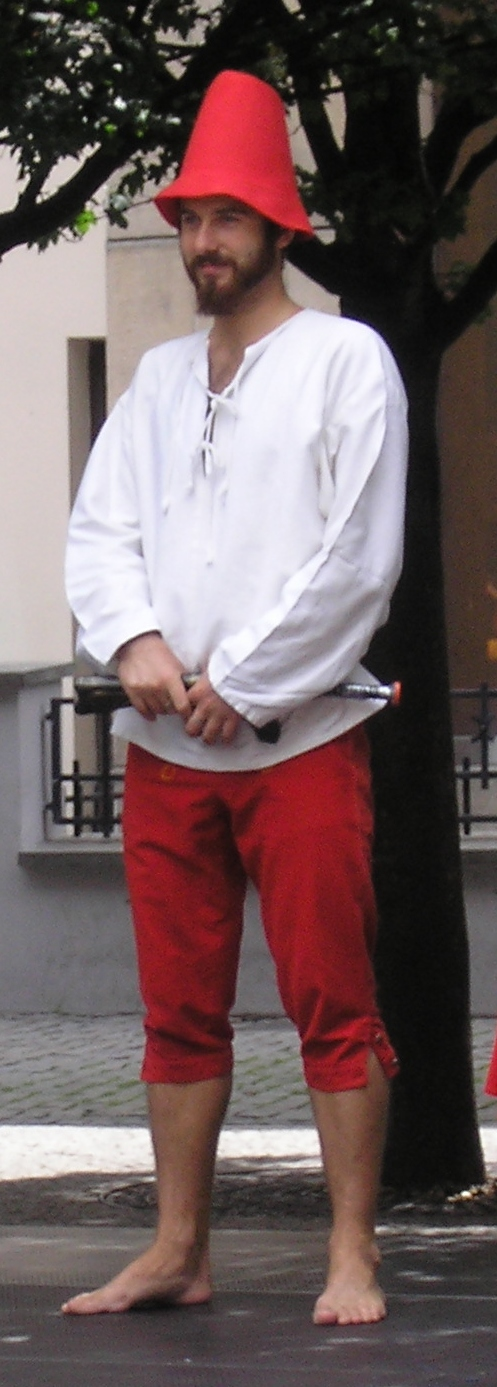
Румцайс у виконанні актора на Староміській площі в Празі

Розбійник Румцайс (чеськ. Rumcajs) — казковий персонаж, герой мультсеріалу чеської телевізійної дитячої програми «Večerníček», а згодом — творів чеського письменника Вацлава Чтвртека (чеськ. Václav Čtvrtek), який був автором телевізійних сюжетів.
Вечірні телевізійні казки про Румцайса виходили у 1965—1967 роках і налічували 3 сезони по 13 серій кожен. Згодом Вацлав Чтвртек та художник-мультиплікатор Радек Піларж доповнили їх та надрукували в кількох книгах. Перші історії про розбійника були опубліковані у 1967 році. Невдовзі вони набули великої популярності та були перекладені кількома мовами, зокрема словацькою, польською, болгарською, німецькою, угорською, румунською, естонською, латиською і українською.

## Сюжет
Розбійник Румцайс — колишній швець з міста Їчина. Він чесно займався своїм ремеслом протягом дев'яти років, доки їчинський війт Гумпал не вирішив пошити собі нове взуття. За випадкову образу війтової ноги, якою той дуже пишався, Румцайса вигнали з міста до Ржаголецького лісу. Румцайс оселився в печері і став розбійником. Невдовзі до нього приєдналася дівчина Манка, яка стала його дружиною, а згодом у розбійницької пари з'явився син Ціпісек. Одного разу Румцайс спробував повернутися до свого ремесла, але князь раптово наказав вирубати Ржаголецький ліс, тож Румцайсу довелося знову піти в розбійники, щоб врятувати ліс та його мешканців, серед яких не лише тварини та птахи, а й водяники, русалки та інші дивовижні істоти. Його постійні суперники — представники владної верхівки: війт Гумпал, князь, княгиня і навіть сам імператор. Іноді Румцайсу доводиться боротися з надприродними ворогами, такими як  лиха мавка, карлик Катрножка, велетень Цумштайн, завірюха Мелузина або семиголовий змій.

## Головні персонажі

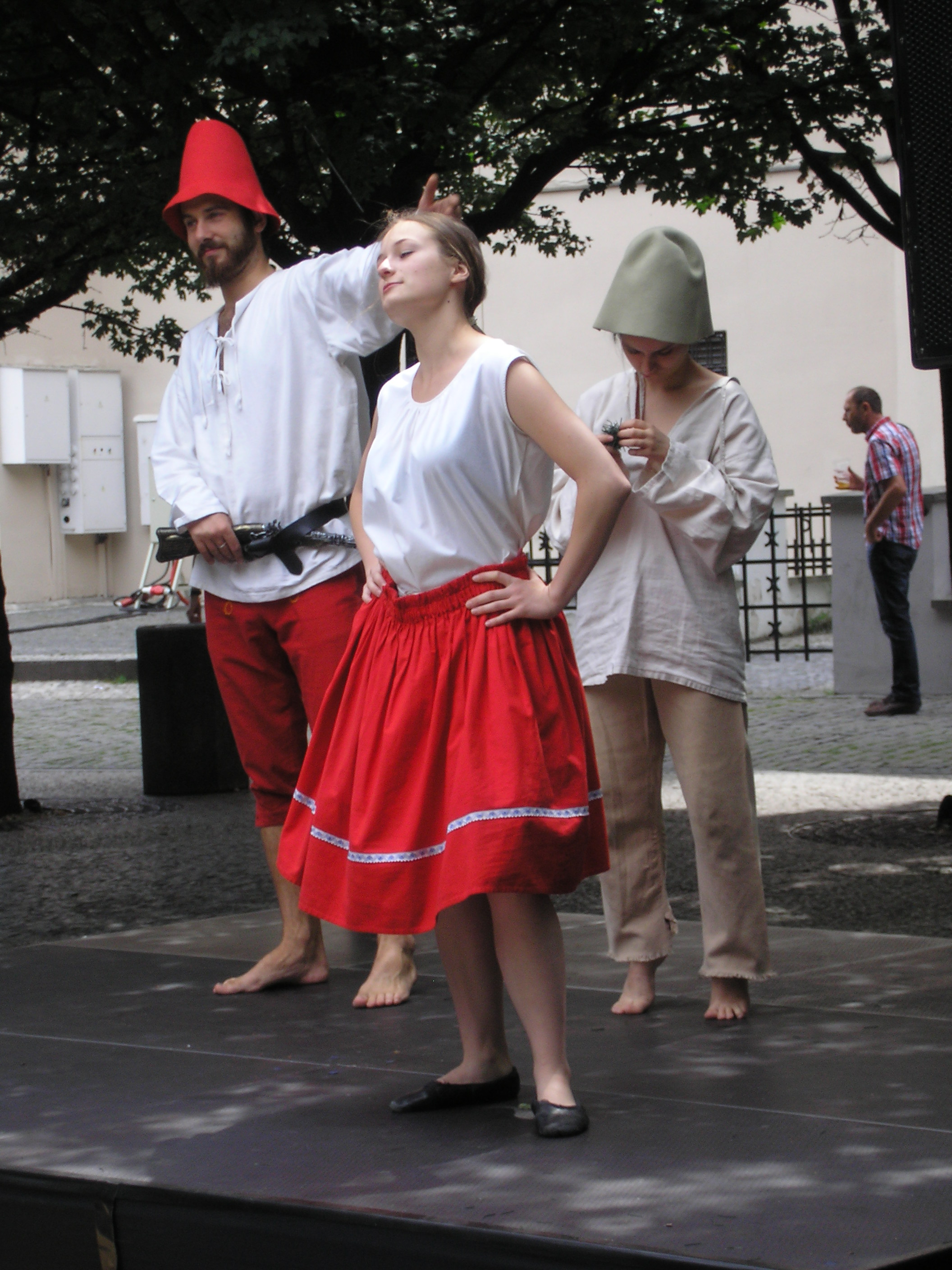
Румцайс, Манка та Ціпісек у виконанні акторів на Староміській площі Праги

- Румцайс. Розбійник, колишній швець. Носить високу шапку з червоної букової кори, його одяг трохи подертий та полатаний, але взуття — найвищого гатунку. Румцайс має неохайну бороду, в якій гніздяться лісові бджоли, та пістоль, заряджений жолудями. Він  володіє надзвичайною силою, але воліє перемагати за допомогою кмітливості. Коли він хоче розвести багаття, то креше нігтем об ніготь, доки не вискочить іскра. Його улюблений вигук «Грім і блискавка!». Румцайс — приклад доброго розбійника, який допомагає бідним і слабким боротися проти злих і зажерливих.
- Манка. Працьовита дружина Румцайса, яка веде розбійницьке господарство, варить семикратну юшку і допомагає Румцайсу, коли той не знає, що робити. Посмішка та чарівність — її головна зброя, якою вона вміло користується. Манка — засмагла, з довгим волоссям кольору недостиглого жита. Вона носить традиційну червону спідницю, білу блузку та червоне намисто. Її весільна обручка — перстень, сплетений Румцайсом із сонячних променів.
- Ціпісек. Син розбійника Румцайса та Манки. Наступного дня після народження  отримав свої перші черевики. Спершу він постійно втрапляв у різні халепи, але поступово опанував розбійницькі хитрощі. А, оскільки хлопчик крихітний і спритний, то може потрапити туди, куди Румцайсові зась. Найбільший друг Ціпісека — Волшовечек, водяник із Ржаголецького озера.

## Інші персонажі
Основні супротивники
- Гумпал — війт Їчина, ледачий черевань з величезними ногами, якими він дуже пишається.
- Їчинський князь і його дружина, княгиня Майолена.
- Лакей Фріцек — вірний слуга князя.
- Австрійський імператор.

## Зв'язок з історичними подіями
З тексту можна зрозуміти, що події книги та мультсеріалу відбувається в 60-х роках ХІХ століття. Імператрицю в книзі звуть Bětka (тобто Ельжбета Баварська, дружину Франца Йозефа І, правителя Австро-Угорської монархії. Також згадуються війна з Пруссією (битва при Градець-Кралове у 1866 році) та прусський король Фріц, ймовірно, Фрідріх-Вільгельм IV.

## Персонаж у світовій культурі
У день 100-ї річниці від дня народження Вацлава Чтвртека, 4 квітня 2011 року, образи Румцайса та його сина Ціпісека з'явилися на першій сторінці пошукової системи Google.
Румцайс виступає одним із грабіжників в аматорському фільмі «Пил і постріл» 2015 року.
Творці комп'ютерної гри «Відьмак 3: Дикий Гін» назвали іменем Румцайса одного з епізодичних персонажів, теж розбійника.
У пародійній комічній трилогії Міхала Опіца «Румцайс повертається» (2017—2020), головний герой бореться проти іншопланетян-«чужих» .